# Équipe d'Arabie saoudite olympique de football
Maillots
L'équipe d'Arabie saoudite olympique de football  représente l'Arabie saoudite dans les compétitions de football espoirs comme les Jeux olympiques d'été, où sont conviés les joueurs de moins de 23 ans.

## Histoire
L'équipe olympique se qualifie en janvier 2020 pour la phase finale du tournoi olympique de football 2020 au Japon, grâce à une qualification en finale de son équipe des moins de 23 ans (en) à l'occasion de l'édition 2020 (en) de la Coupe d'Asie U23. Les Faucons Verts défieront en finale la Corée du Sud pour s'adjuger un premier titre continental dans cette catégorie d'âge. Les Saoudiens sont cependant battus en prolongations (0-1), perdant une deuxième finale disputée après celle de 2013 (en) contre l'Irak.
Elle remporte l'édition 2022 (en), après deux précédents échecs en finale et plus de deux ans après sa finale perdue en prolongations contre la Corée du Sud, en s'imposant en finale face à l'hôte ouzbek (2-0). Les Faucons Verts ont notamment terminé la compétition invaincus et sans avoir encaissé le moindre but. Ayman Yahya a été élu meilleur joueur du tournoi et a terminé co-meilleur buteur avec 3 réalisations inscrites.

## Palmarès
- Vainqueur de la Coupe d'Asie des moins de 23 ans en 2022 (en)

## Parcours lors des Jeux olympiques
Depuis les Jeux olympiques d'été de 1992, le tournoi est joué par des joueurs de moins de 23 ans.
| Football aux Jeux olympiques | Football aux Jeux olympiques | Football aux Jeux olympiques | Football aux Jeux olympiques | Football aux Jeux olympiques | Football aux Jeux olympiques | Football aux Jeux olympiques | Football aux Jeux olympiques | Football aux Jeux olympiques |
| Année                        | Tour                         | Classement                   | J                            | G                            | N                            | P                            | Bp                           | Bc                           |
| ---------------------------- | ---------------------------- | ---------------------------- | ---------------------------- | ---------------------------- | ---------------------------- | ---------------------------- | ---------------------------- | ---------------------------- |
| 1896                         | Pas de Tournoi               | -                            | -                            | -                            | -                            | -                            | -                            | -                            |
| 1900                         | Non participante             | -                            | -                            | -                            | -                            | -                            | -                            | -                            |
| 1904                         | Non participante             | -                            | -                            | -                            | -                            | -                            | -                            | -                            |
| 1908                         | Non participante             | -                            | -                            | -                            | -                            | -                            | -                            | -                            |
| 1912                         | Non participante             | -                            | -                            | -                            | -                            | -                            | -                            | -                            |
| 1920                         | Non participante             | -                            | -                            | -                            | -                            | -                            | -                            | -                            |
| 1924                         | Non participante             | -                            | -                            | -                            | -                            | -                            | -                            | -                            |
| 1928                         | Non participante             | -                            | -                            | -                            | -                            | -                            | -                            | -                            |
| 1932                         | Pas de Tournoi               | -                            | -                            | -                            | -                            | -                            | -                            | -                            |
| 1936                         | Non participante             | -                            | -                            | -                            | -                            | -                            | -                            | -                            |
| 1948                         | Non participante             | -                            | -                            | -                            | -                            | -                            | -                            | -                            |
| 1952                         | Non participante             | -                            | -                            | -                            | -                            | -                            | -                            | -                            |
| 1956                         | Non participante             | -                            | -                            | -                            | -                            | -                            | -                            | -                            |
| 1960                         | Non participante             | -                            | -                            | -                            | -                            | -                            | -                            | -                            |
| 1964                         | Non participante             | -                            | -                            | -                            | -                            | -                            | -                            | -                            |
| 1968                         | Non participante             | -                            | -                            | -                            | -                            | -                            | -                            | -                            |
| 1972                         | Non participante             | -                            | -                            | -                            | -                            | -                            | -                            | -                            |
| 1976                         | Non qualifiée                | -                            | -                            | -                            | -                            | -                            | -                            | -                            |
| 1980                         | Non participante             | -                            | -                            | -                            | -                            | -                            | -                            | -                            |
| 1984                         | 1er tour                     | 16e                          | 3                            | 0                            | 0                            | 3                            | 1                            | 10                           |
| 1988                         | Non qualifiée                | -                            | -                            | -                            | -                            | -                            | -                            | -                            |
| 1992                         | Non qualifiée                | -                            | -                            | -                            | -                            | -                            | -                            | -                            |
| 1996                         | 1er tour                     | 15e                          | 3                            | 0                            | 0                            | 3                            | 2                            | 5                            |
| 2000                         | Non qualifiée                | -                            | -                            | -                            | -                            | -                            | -                            | -                            |
| 2004                         | Non qualifiée                | -                            | -                            | -                            | -                            | -                            | -                            | -                            |
| 2008                         | Non qualifiée                | -                            | -                            | -                            | -                            | -                            | -                            | -                            |
| 2012                         | Non qualifiée                | -                            | -                            | -                            | -                            | -                            | -                            | -                            |
| 2016                         | Non qualifiée                | -                            | -                            | -                            | -                            | -                            | -                            | -                            |
| 2020                         | 1er tour                     | 15e                          | 3                            | 0                            | 0                            | 3                            | 4                            | 8                            |
| 2024                         | Non qualifiée                | -                            | -                            | -                            | -                            | -                            | -                            | -                            |
| 2028                         | À venir                      |                              |                              |                              |                              |                              |                              |                              |
| 2032                         | À venir                      |                              |                              |                              |                              |                              |                              |                              |
| Total                        | 3/27                         | Aucune médaille              | 9                            | 0                            | 0                            | 9                            | 7                            | 23                           |